# ظاهرة الألوان الموازية

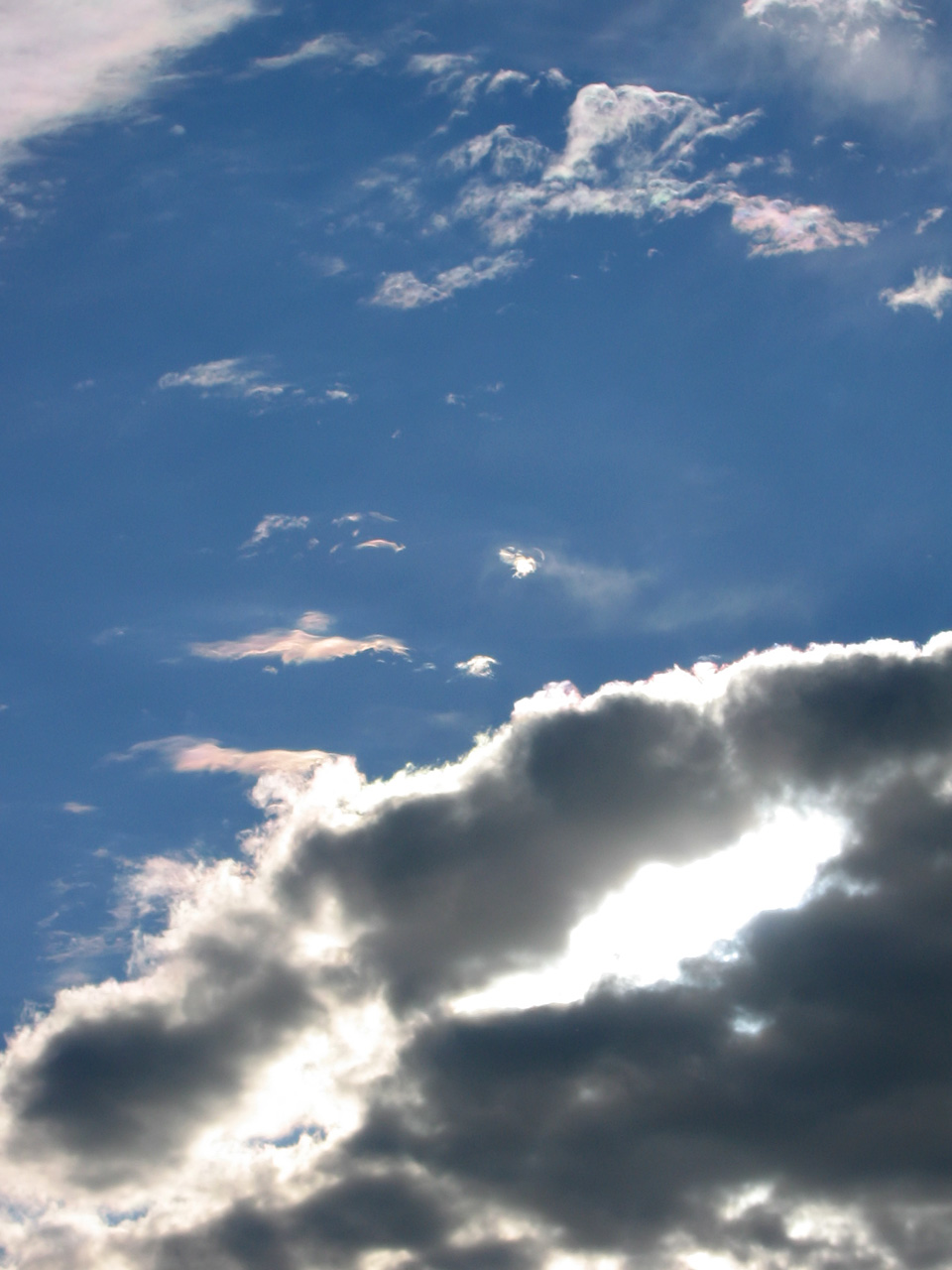
ظاهرة الألوان الموازية

ظاهرة الألوان الموازية  Irisation هي ظاهرة جوية ضوئية, تبدو بصورة ألوان متعددة على الغيوم, وتكون هذه الأوان مختلطة أحياناً, وأحياناً تكون بكل حزم موازية لحافة الغيوم, ويغلب على هذه الألوان, اللون الأخضر والقرمزي, مع ظلال الألوان الأخرى, ولا تكون حدود الألوان دوائر مركزها الشمس كما في الإكليل, وإنما تبدو بشكل حزم تتبع حواف الغيوم.